# Denis Makarov (cầu thủ bóng đá)
Denis Yevgenyevich Makarov (tiếng Nga: Дени́с Евге́ньевич Мака́ров; sinh ngày 18 tháng 2 năm 1998) là một cầu thủ bóng đá người Nga thi đấu cho F.K. Orenburg-2.

## Sự nghiệp câu lạc bộ
Anh có màn ra mắt tại Giải bóng đá chuyên nghiệp quốc gia Nga cho F.K. Orenburg-2 vào ngày 27 tháng 7 năm 2017 trong trận đấu với FC Chelyabinsk.